# Magasinet Lederne
Magasinet Lederne er et dansk fagblad, der udgives af den faglige organisation Lederne 11 gange årligt.
Blandet udkommer i 89.673 eksemplarer, men læses ifølge Index Danmark/Gallup af 137.000.
Lederne er medlem af Danske Specialmedier.